# 8641-es mellékút (Magyarország)
A 8641-es számú mellékút egy rövid, alig több, mint 2,5 kilométer hosszú, négy számjegyű országos közút Vas vármegye területén; Nemescsó községet köti össze a 87-es főút hozzá legközelebb húzódó, lukácsházi szakaszával.

## Nyomvonala
A 8636-os útból ágazik ki, annak a 12+350-es kilométerszelvénye közelében, Nemescsó belterületének nyugati peremvidékén, nyugat felé. Kevesebb, mint 200 méter után külterületre ér, 1,2 kilométer megtételét követően pedig átlép Lukácsháza határai közé. A 2. kilométere környékén már lakott részek közt halad, ott a Nemescsói utca nevet viseli. Majdnem pontosan 2,4 kilométer után keresztezi a Szombathely–Kőszeg-vasútvonal vágányait, Lukácsháza megállóhely térségének déli széle mellett, ezt követően pedig alig száz méter után véget is ér, Kiscsömöte településrész központjában, beletorkollva a 87-es főútba, annak a 40+400-as kilométerszelvényénél.
Teljes hossza, az országos közutak térképes nyilvántartását szolgáló kira.gov.hu adatbázisa szerint 2,511 kilométer.

## Települések az út mentén
- Nemescsó
- Lukácsháza